# Notiphila posticata
Notiphila posticata är en tvåvingeart som beskrevs av Johann Wilhelm Meigen 1830. Notiphila posticata ingår i släktet Notiphila och familjen vattenflugor.
Artens utbredningsområde är Tyskland. Inga underarter finns listade i Catalogue of Life.